# 塔の岪橋
塔の岪橋（とうのへつりばし）は、福島県南会津郡下郷町の阿賀川に架かる下郷町道弥五島白岩線の橋長160 m（メートル）のランガー橋。

## 概要
- 形式 - 鋼下路ランガー橋+鋼単純合成鈑桁橋
- 橋格 - 2等橋 (TL-14)
- 橋長 - 160.000 m
  - 支間割 - 108.000 m + 49.200 m
- アーチライズ - 16.000 m
- 幅員
  - 総幅員 - 9.250 m（ランガー部）・8.750 m（鈑桁部）
  - 有効幅員 - 7.750 m
  - 車道 - 6.250 m
  - 歩道 - 片側1.500 m
- 床版 - 鉄筋コンクリート
- 総鋼重 - 430.905 t
- 施工 - 巴組鐵工所[注釈 1]
- 架設工法 - ケーブルエレクション工法

## 歴史
下郷町によって発注され、1979年（昭和54年）に竣工した。